# TOT SC
TOT Sport Club (Thai: สโมสรฟุตบอลทีโอที) was een Thaise voetbalclub uit de stad Nonthaburi. Ze speelden in de Thai Premier League, de hoogste voetbaldivisie van Thailand. Begin 2016 ging de club failliet.

## Palmares
- Aziatische beker voor bekerwinnaars

1995 : 4de

## Bekende (oud-)spelers
- Luciano Dompig

Bangkok United FC ·
BG Pathum United ·
Buriram United ·
Chiangrai United ·
KhonKaen United ·
Lamphun Warriors FC ·
Muangthong United ·
Nakhon Pathom United ·
Nakhon Ratchasima FC ·
Nongbua Pitchaya FC ·
Port FC · 
PT Prachuap FC ·
Ratchaburi FC ·
Sukhothai FC ·
Rayong FC ·
Uthai Thani FC ·